# Ophichthus hirritus
Ophichthus hirritus är en fiskart som beskrevs av Mccosker 2010. Ophichthus hirritus ingår i släktet Ophichthus och familjen Ophichthidae. Inga underarter finns listade i Catalogue of Life.